# Medizinschule Panevėžys
Die Medizinschule Panevėžys (lit. Panevėžio medicinos mokykla) war eine medizinische Schule von 1941 bis 2002 in Panevėžys, Litauen.

## Geschichte
Die Kurse der barmherzigen Schwestern begannen am 1. März 1941. Veranstalter der Kurse und Autor der Schulungspläne war der Arzt, Therapeut und späterer Professor Mykolas Marcinkevičius (1882–1987). Am 15. Oktober 1942 schloss die erste Absolventenjahrgang den Kurs ab. Der Schulbetrieb wurde während des Zweiten Weltkriegs eingestellt. Am 1. Dezember 1944 wurden 50 Schüler aufgenommen. Ihr Abschluss erfolgte im Juni 1946.
Im September 1946 wurde die zweijährige Akuscher-Schule gegründet, die am 1. Februar 1949 sie in die Krankenschwester-Schule integriert und  Panevėžio akušerių mokykla umbenannt wurde. Im Juni 1947 schloss der erste Akuscher-Absolventenjahrgang ab.
1953 wurde die Schule in Medizinschule umbenannt, sie wurde 1991 die Höhere Medizinschule Panevėžys.
Am 30. August 2002 wurde sie mit anderen höheren Stadtschulen reorganisiert. Man errichtete das Kolleg Panevėžys. Die Medizinschule wurde zur Fakultät für Gesundheit, Sozialpflege und Edukologie. Am 1. September 2007 wurde sie zur Fakultät für Medizin und Sozialwissenschaften der Hochschule. Am 26. Juni 2013 wurde die Fakultät zum Lehrstuhl für Biomedizin-Wissenschaften.